# Мэлоун, Майкл
Майкл Мэлоун (англ. Michael Malone, род. 1971 году) — американский профессиональный баскетбольный тренер.

## Ранние годы и учёба
Майкл Мэлоун родился в Астории — районе нью-йоркского боро Куинс, в семье бывшего баскетбольного тренера Брендана Мэлоуна. В 1990 году он окончил Вустерскую академию (в одноимённом городе в Массачусетсе), а затем с 1990 по 1994 год учился в Лойольском университете в Мэриленде, где получил степень по истории. В университете он также четыре года выступал за местную баскетбольную команду «Лойола Грейхаундс» на позиции разыгрывающего защитника. За четыре сезона Мэлоун набрал 370 очков, сделал 279 передач и совершил 79 перехватов.

## Тренерская карьера
После окончания учёбы в университете в 1994 году Мэлоун занял пост ассистента тренера баскетбольной команды в Оклендском университете. С 1995 по 1998 год он работал ассистентом тренера в «Провиденс Фрайер». В сезоне 1998/99 годов он работал директором по баскетбольным операциям университета Виргинии.
С 2001 года он стал работать в тренерском штате клуба НБА «Нью-Йорк Никс», где в его обязанности входила работа с игроками, персоналом и обязанности видео координатора. В 2003 году его повысили до ассистента тренера. С 2005 по 2010 год Мэлоун работал ассистентом тренера «Кливленд Кавальерс», которому помог пять раз подряд выйти в плей-офф, дойти до финала НБА 2007 года. В сезоне 2010/11 Майкл работал ассистентом тренера «Нью-Орлеан Хорнетс».
Летом 2011 года он перешёл в «Голден Стэйт Уорриорз», где стал работать под руководством Марка Джексона. В сезоне 2012/13 «Уорриорз» улучшили свои показатели с 23-43 до 47-35 и впервые с 2007 года вышли в плей-офф. Имея шестой номер посева «Уорриорз» одержали победу над третьим номером посева «Денвер Наггетс» в первом раунде, однако затем проиграли будущим чемпионам Западной конференции «Сан-Антонио Спёрс». В сезоне 2011/12 Мэлоун был самым высокооплачиваемым ассистентом тренера в НБА. В 2012 году он был назван лучшим ассистентом тренера НБА.
3 июня 2013 года Мэлоун занял пост главного тренера клуба «Сакраменто Кингз».